# Музыкальная правда
«Музыка́льная пра́вда» — еженедельное издание о популярной музыке и российском шоу-бизнесе (включая медиаотрасль). Выпускалось издательским домом «Новый Взгляд». 
Изначально (1995—1996) выходило под названием «МузОБОЗ».
Наряду с газетами «Аргументы и факты» и «Комсомольская правда» номинировалась на звание лауреата национальной российской музыкальной премии «Овация».
В 1996 году стала лауреатом «Серебряная калоша» в номинации «Самое мягкое издание года».

## История

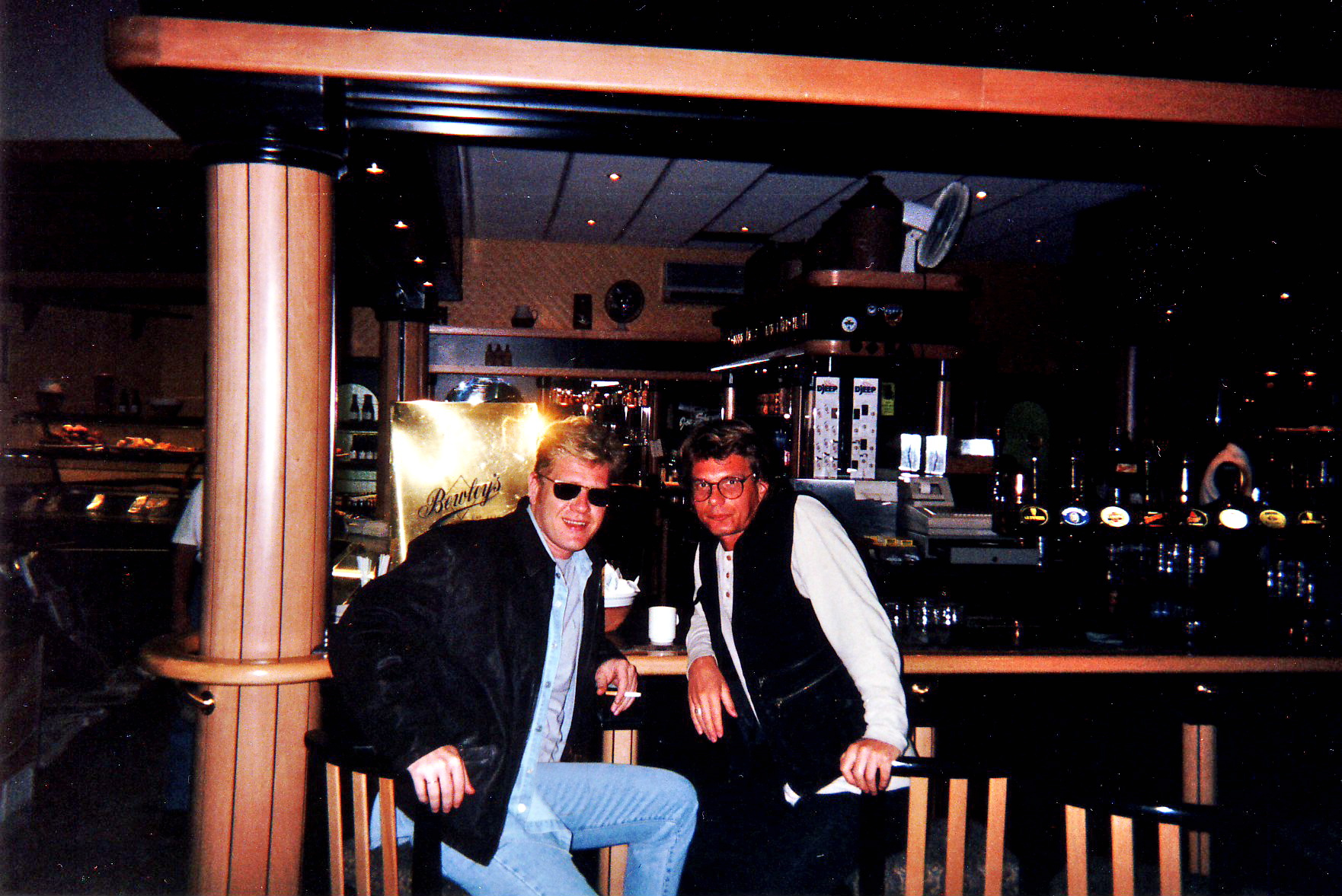
Учредители газеты — И. Демидов и Е. Додолев

Еженедельник «Музыкальная правда» был зарегистрирован (осенью 1994) Министерством печати РФ как газета «МузОБОЗ» («Музыкальное обозрение») как орган одноимённой передачи (см. «МузОБОЗ»). Хотя идея и само название «Музыкальная правда» возникли, как утверждают основатели «рупора», в конце 1980-х годов.
В оформлении использовались элементы ТВ-передачи «МузОБОЗ». Кредо издания, как и у других молодёжных таблоидов, декларировалось эксплицитно — т. н. попса. Как и в одноименном телевизионном проекте, фактически игнорировались джаз, рок-музыка и другие серьёзные направления.
Любой наугад взятый кусок из «Музыкальной правды» даёт о ней полное представление... рассчитана на людей с мозгами кошки
 — пишет в своей книге «В плену у мертвецов» Эдуард Лимонов.
На самом деле ироничный слоган молодёжного издания — 
Хорошая газета для любящих скандалы, музыку, видео, театр и всякое кино
 — изначально настраивал потребителей данного медиапродукта на некоторую волну стёба, характерного для основателей еженедельника.

### Инициатива
Издание зародилось по инициативе основателя и ведущего передачи «МузОБОЗ» Ивана Демидова.
Партнёром проекта стал экс-ведущий программы «Взгляд» Евгений Ю. Додолев
По рекомендации давнего друга обоих соучредителей музыкального продюсера Юрия Айзеншписа главным редактором новоиспечённой газеты назначили скандального ТВ-ведущего Отара Кушанашвили, для которого основатели газеты были на тот момент работодателями (журналист параллельно выступал в программе «Акулы пера» на ТВ-6 и публиковался в изданиях Додолева).
На начальном этапе в «Музыкальной правде» много писали о творческих планах Ивана Демидова и его телевизионной команды.
Знаменательные события в истории издания (годовщина, рестайлинг, etc.) зачастую становились поводом для эфиров программы «Партийная зона», которую вёл главный редактор еженедельника на канале ТВ-6, возглавляемом соучредителем «Музправды» (некоторые торжественные выпуски вели Лера Кудрявцева и Гоша Куценко).
Помимо основного тиража (25.000 экз.), выпускаемого Издательским домом «Новый Взгляд», газета «МузОБОЗ»/«Музыкальная правда» с момента своего основания выходила по пятницам (вместе с телевизионной программой) в качестве независимой вкладки в городскую ежедневную газету «Московская правда».
В 1995 году несколько выпусков напечатаны в форматах A3 и A4.
В 2008 году выходила и в цветном варианте.
Критики отмечали:

«Музыкальная Правда» ориентирована на читателя-подростка и общается с ним на его языке, имитируя некую нарочито озорную манеру с примесью жаргона и нецензурной брани.
На последней странице «Музыкальной Правды» периодически появляются репортажи о событиях в академической музыке. Но это материалы чисто информационного характера, они присутствуют здесь формально и носят случайный характер.

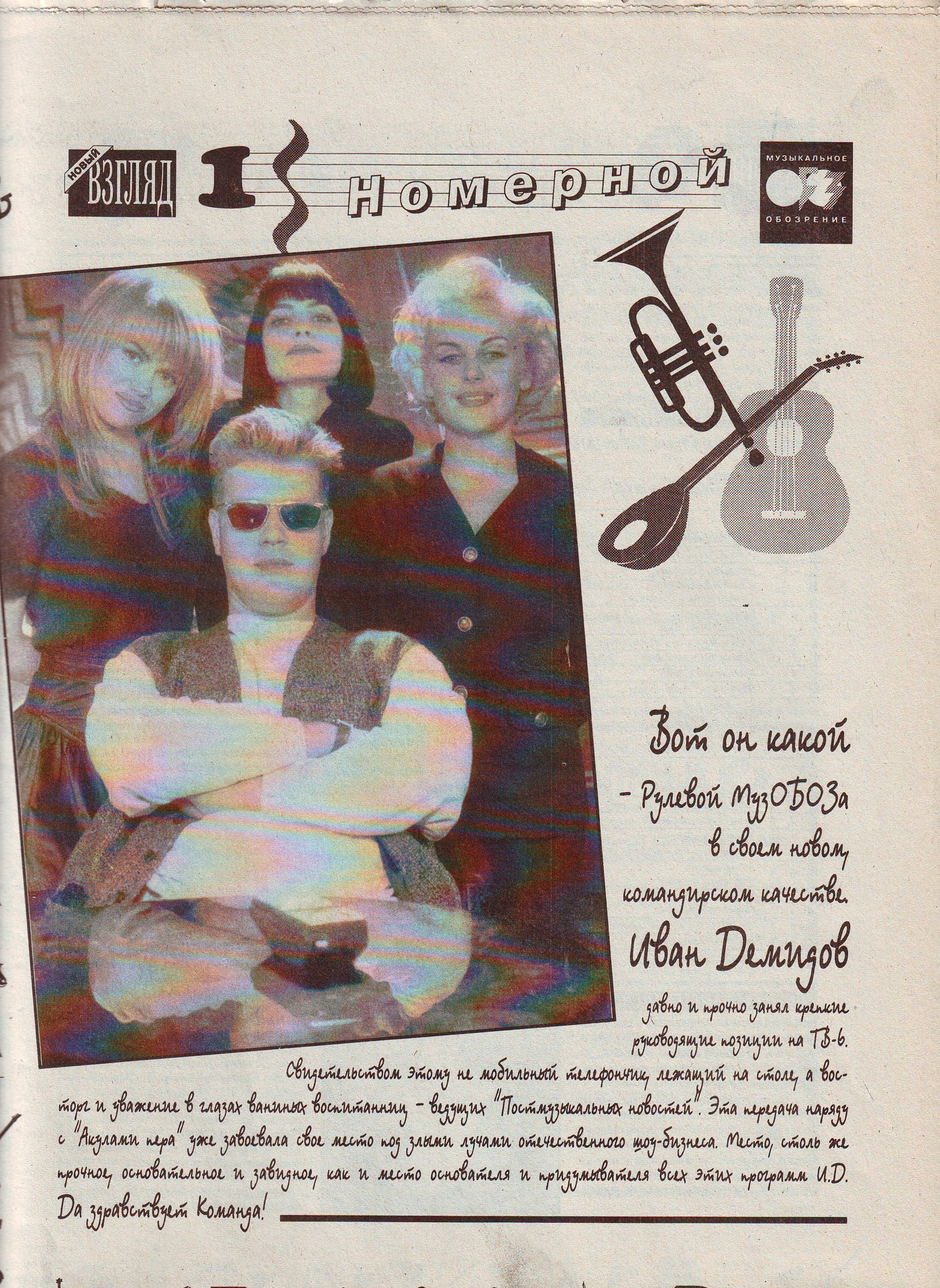

### Ребрендинг
На премьерной церемонии премии «Серебряная калоша» за самые сомнительные достижения в области шоу-бизнеса, учрежденной радиостанцией «Серебряный дождь» (26 апреля 1996):

«Самым мягким изданием года» признали газету «МузОбоз», хотя среди соискателей значились «Экспресс-газета», газета «Женские дела» и журнал «Алла»; призом являлся сервиз на 50 предметов. Учредителя самой мягкой газеты «МузОбоз» г-н Додолева нигде не обнаружили, и на авансцену вышел грозный г-н Невский. Невзирая на протесты сервиз также был им уничтожен"

Вскоре после этого издание было переименовано и газета «МузОБОЗ» юридически перестала существовать.
Тот же коллектив и на той же базе (без какого-либо перерыва) стал выпускать еженедельник «Музыкальная правда». Иными словами, очередной номер «МузОБОЗа» просто вышел в изменённом макете и с другими выходными данными (а 25 сентября 1998 года и программа канала ТВ-6 «МузОБОЗ» стала называться «Обоzzz-шоу»).
Главным редактором формально остался Отар Кушанашвили, но по распоряжению владельца Издательского Дома Евгения Ю. Додолева функции оперативного руководства фактически выполнял его друг и коллега Андрей Вульф.
В газете стали публиковаться критические материалы о ТВ-персонах. Появились материалы о рок-музыкантах и исполнителях камерного жанра, один из которых даже титуловал издание как о́рган:

коллекционирую вырезки из лидирующих массмедийных источников. Вот тут я нашел, что газета «Музыкальная правда» (это центральный орган для всех органистов) пишет: «Слишком лирическое для рока, слишком джазовое для авторской песни, слишком интеллигентное для нас, пролетариев».

Издание номинировалось на звание лауреата национальной российской музыкальной премии «Овация».

### Дефолт
С 1999 года «Музыкальная правда» выходит только как пятничная вкладка в газету «Московская правда» (и упоминается чаще всего именно в этом контексте): отдельный тираж решено было не печатать, так как после августовского дефолта 1998 года ситуация в отрасли печатных СМИ складывалась неблагополучно и еженедельник стал финансовой обузой собственнику.
Начиная с 2005 года в газете регулярно публикуются материалы М. Леско и Кирилла Разлогова о кинематографе, её корреспонденты аккредитованы на всех заметных кинофестивалях мира.

## Рубрикатор

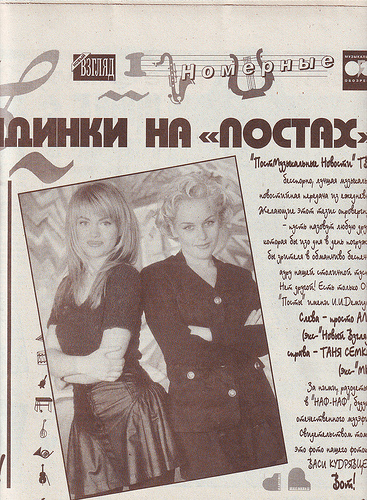

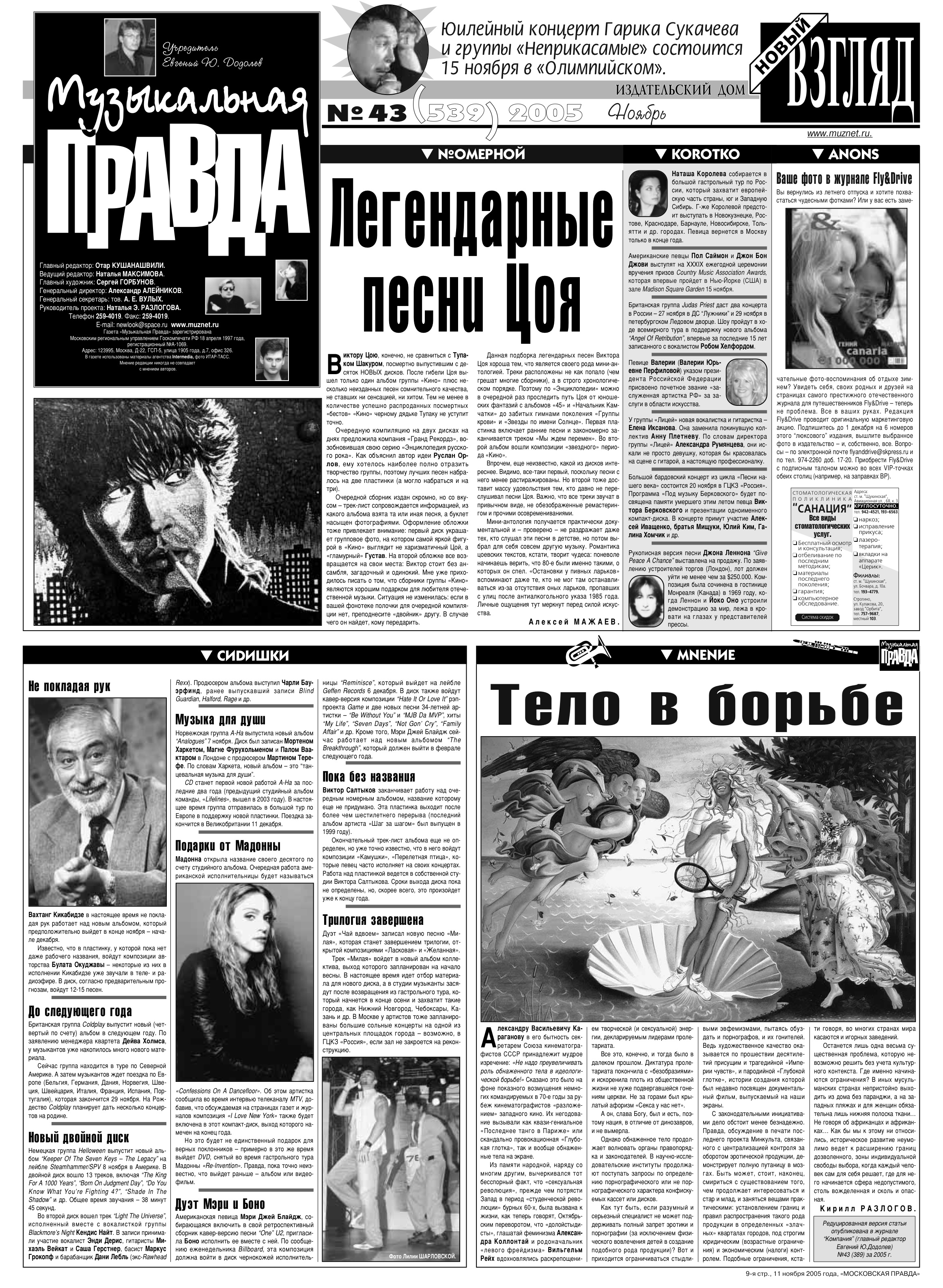
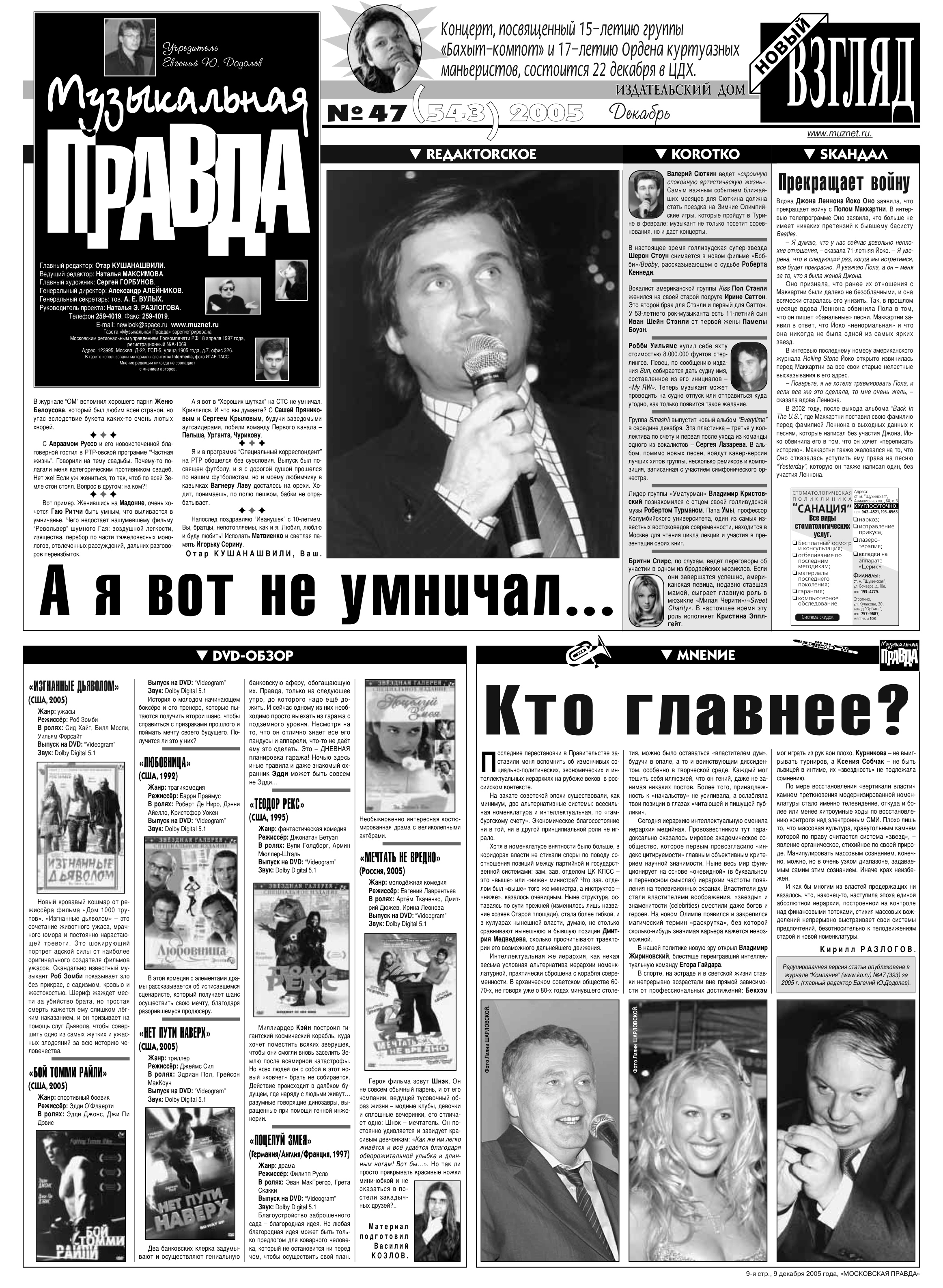
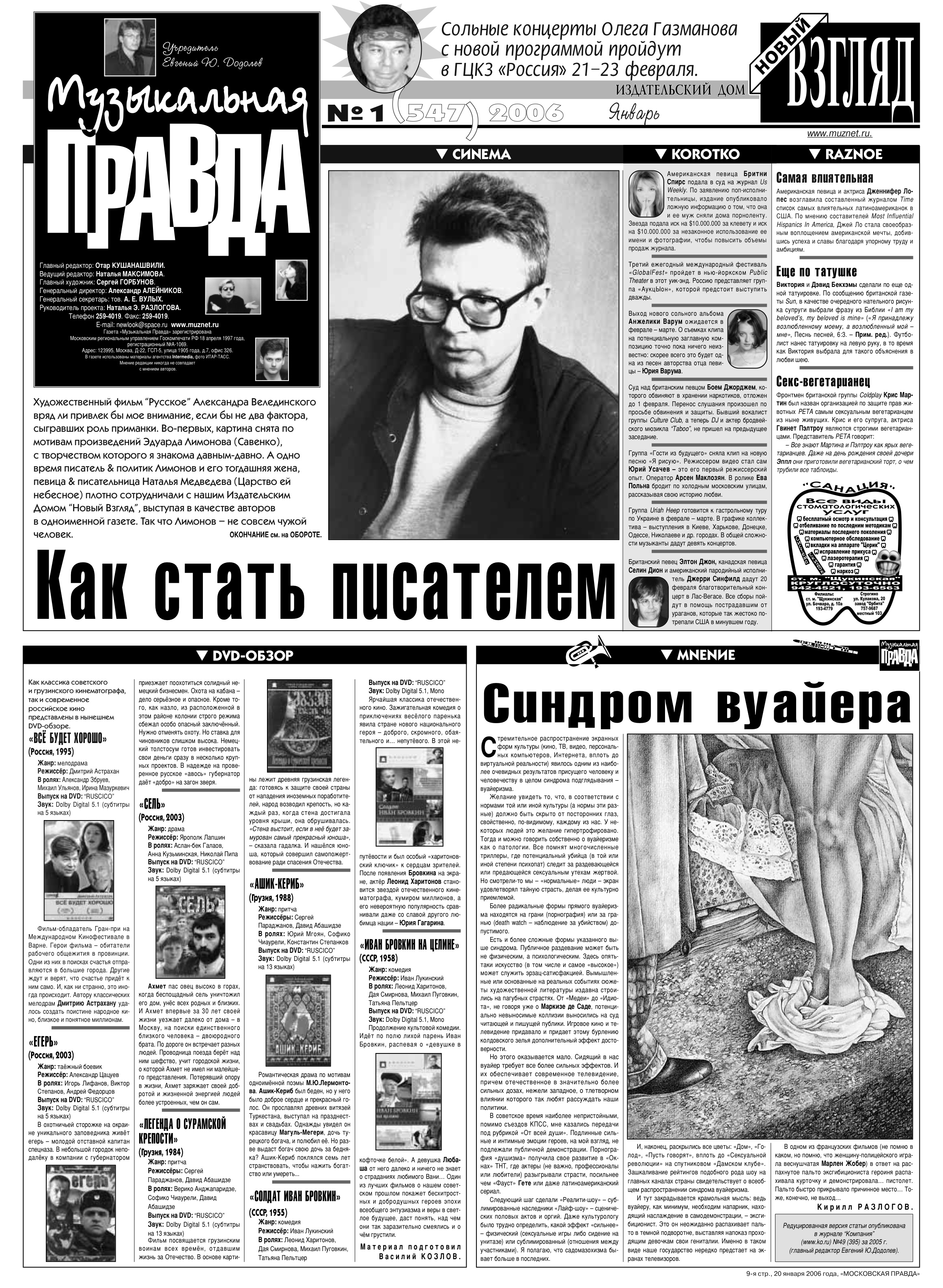
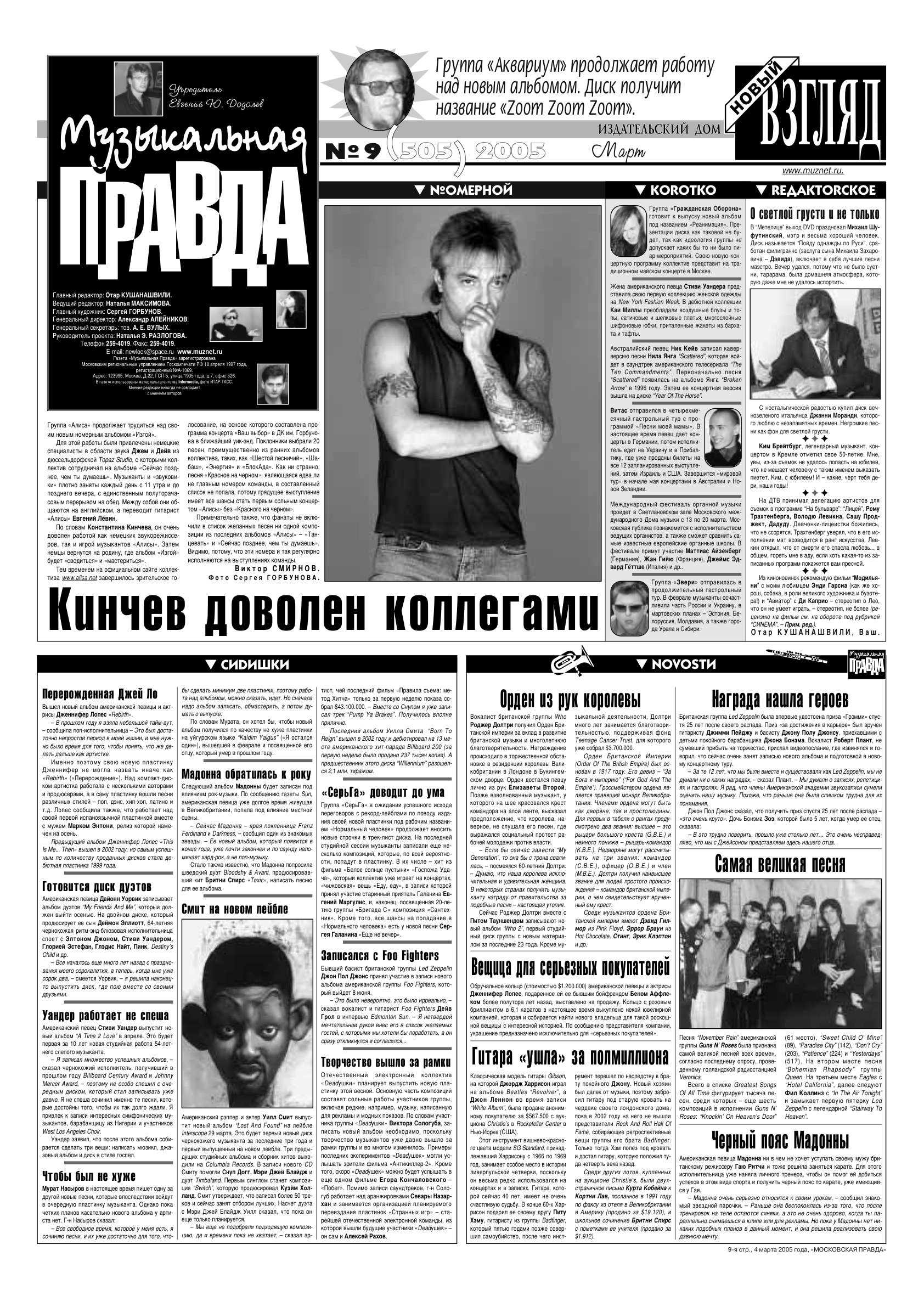

«Музыкальная правда» (ранее «Музобоз») ориентирована на российский музыкальный рынок.
Рубрики:
- АNонсище;
- Nаши;
- Rазное;
- Sкандалы;
- Nаезд;
- Устами младенца (почта редакции);
- Nомерной;
- Last Week End